# 170
170（一百七十）是169與171之間的自然數。

## 数学性质
- 合數，正因數有1、2、5、10、17、34、85和170。
質因數分解為{\displaystyle 2\times 5\times 17}。
- 虧數，真因數和為154，虧度為16。
- 不尋常數，大於平方根的質因數為17。
- 無平方數因數的數。
- 第14個楔形數。前一個為165、下一個為174。
- 第89個十进制的奢侈數。前一個為168、下一個為171。
- 正一百七十邊形為第30個可作圖多邊形。前一個為160、下一個為192。
- 170是使歐拉函數φ(n)及除數函數σ(n)均為平方數（分別是64及324）的最小整數。但170本身是第23個非歐拉商數，而且170也不在函數x - φ(x)的值域內，是第15個非互補歐拉商數（noncototient）。
- 在四進制中，170表示為2222，是純位數。
- 1702 + 1 = 28901是n2+1形式的質數。
- 正三十六邊形的內角為170度。

## 其他
- 170!是Google內建計算機可計算的最大階乘，計算結果為170! = 7.25741562 × 10306。
- 170是 新加坡其中一條跨境巴士路線，由新捷運提供。